# Agonopterix ligusticella
Agonopterix ligusticella is een vlinder uit de familie grasmineermotten (Elachistidae). De wetenschappelijke naam is voor het eerst geldig gepubliceerd in 1908 door Chretien.
De soort komt voor in Europa.